# Masonetta
Masonetta là một chi nhện trong họ Linyphiidae.